# Harbour Station
Harbour Station é uma arena em Saint John, New Brunswick, Canadá.

## Performances notáveis[2]
- 1993 - Aerosmith
- 1994 - Meatloaf
- 1996, 2009 - Neil Young
- 1999 - Iron Maiden
- 2000 - Matchbox Twenty
- 1994, 1996, 1999, 2000, 2004 - The Tragically Hip
- 2006, 2008 - Alice Cooper
- 2007 - Akon
- 2008 - Elton John
- 2008 - Carrie Underwood
- 2010 - Drake
- 2010 - Backstreet Boys
- 2000 - The Guess Who
- 2006 - Guns N' Roses
- 1996 - Celine D'ion
- 2007 - B.B. King